# زوغو یکم

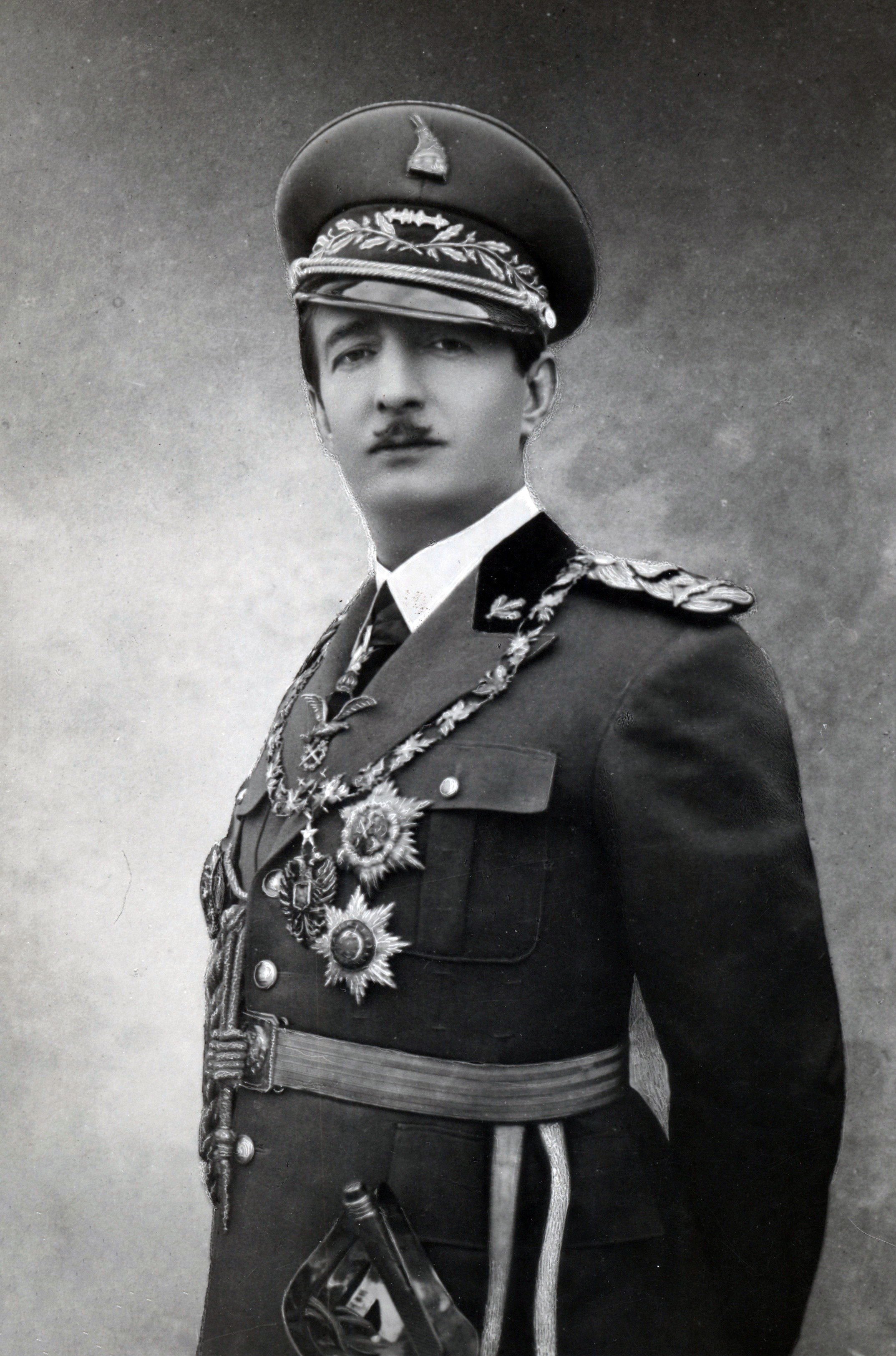
شاه احمد زوغو یکم البانی

احمد زوغو (آلبانیایی: Nalt Madhnija e Tij Zogu I, Mbreti i Shqiptarëvet؛ زاده ۸ اکتبر ۱۸۹۵ درگذشته ۹ آوریل ۱۹۶۱) پادشاه آلبانی بود.